# Organización Política de la Revolución Peruana
La Organización Política de la Revolución Peruana (OPRP) fue un proyecto político impulsado por el presidente de facto Juan Velasco Alvarado en 1975 para articular un organismo político en torno al autodenominado Gobierno Revolucionario de la Fuerza Armada en los últimos meses de su mandato. Después de sufrir un golpe de estado y ser derrocado por Francisco Morales Bermúdez, este proyecto es abandonado.

## Antecedentes
Juan Velasco Alvarado, general del Ejército del Perú, llegó al poder tras un golpe de Estado en 1968 y tomó el control del país como presidente de facto bajo una dictadura militar. Su gobierno se autodenominó Gobierno Revolucionario de la Fuerza Armada y adoptó como ideología el nacionalismo peruano con una notoria influencia socialista y antiimperialista. Su programa reformista tuvo un fuerte énfasis en el indigenismo y en la soberanía económica a través de la estatización de la economía y del impulso de un programa de industrialización nacional, ambas con resultados variados. El régimen progresivamente se volvió autoritario y reprimía a sus opositores políticos, tanto en el conservadurismo y la Iglesia como en el socialismo y el movimiento comunista. 
En 1975, diversos dirigentes propiciaron la creación del denominado Comité de Coordinación de Organizaciones Populares (COCOP). Además del COCOP, se lanzó el Movimiento de la Revolución Peruana (MRP). Ambas iniciativas fueron rechazadas por el  Juan Velasco Alvarado, que los acusó de ser comunistas o de ser "tontos útiles" de los comunistas. Sin embargo, la inestabilidad política y económica y la enfermedad del mismo Velasco propició la formación de un comité para la organización de la OPRP como un modo de institucionalizar las reformas y propiciar la sucesión del gobierno, siendo el general Javier Tantaleán Vanini considerado como su sucesor.

## Historia
El 1 de agosto de 1975 se dio a conocer la constitución del Comité Provisional de la Organización Política de la Revolución Peruana, siendo dicho comité designado por el Consejo de Ministros. La conformación del comité incluyó a funcionarios del régimen así como a dirigentes populares entre los que se encontraban personajes alineados al Movimiento Laboral Revolucionario (MLR), organización cercana al régimen, como a aquellos opuestos al MLR como Héctor Béjar. El ingeniero Enrique Estremadoyro fue designado como el coordinador general del comité. Velasco entregó a los miembros del comité un memorándum y un manuscrito con las ideas centrales de la OPRP, siendo estas:
Tarea:
a) Creación de la “Organización Política de la Revolución”. No es la creación de un “Partido Político”, sino más bien: “Organización de Participación de la Rev.” – No debe estar al servicio de ningún hombre: militar o civil. 
b) Dirigir la creación de la “organización” inicialmente desde las BASES. Pirámide en todo el país.
c) Contrarrestar los ataques, infiltración, confusionismo.
d) Organizar: el “equipo” para la defensa ideológica y política de la Revolución (periódico, TV, radio, etc.).
e) El equipo debe discutir internamente todo lo que sea; pero “afuera” no hay ninguna “grieta”.
f) No deben aceptar “manipulación” absolutamente de nadie.
g) No deben aceptar “planteamientos” que desvirtúen los fundamentes ideopolíticos de la Revolución.
h) Actuar con mucho “tino”. Van a ser atacados por la extrema derecha y la extrema izquierda. Calma en sus actos.
i) Mantener la coordinación con la Comisión de Ministros. Así estarán informados de los vaivenes políticos del momento.
j) El Gobierno de la Revolución conduce el PROCESO. Puede tomar actitudes en defensa de la Revolución (medidas de fuerza) que aparezcan como “no humanistas”. –ES EN DEFENSA-.
k) Estricta “Disciplina” en “Declaraciones políticas”. Nombren una Comisión.
l) Tan luego terminado su “Plan o Programa” de actividades, entonces podrán informar al público, estructura –implantación-. Medios: Conferencias de prensa, TV, radio, periodismo, etc.

m) Demostrar en todo momento: Equipo, con unidad ideológica.- Defenderse mutuamente.- No atacarse nunca. 
Sin embargo, el proyecto no llegó a consolidarse debido al golpe de Estado encabezado por Morales Bermúdez el 29 de agosto de 1975.
En 1980, el general Tantaleán Vanini, ministro de pesquería durante el velasquismo, postuló como candidato presidencial en las elecciones de 1980 obteniendo el 0.4% de los votos.